# Johann Karl Fischer (Medailleur)

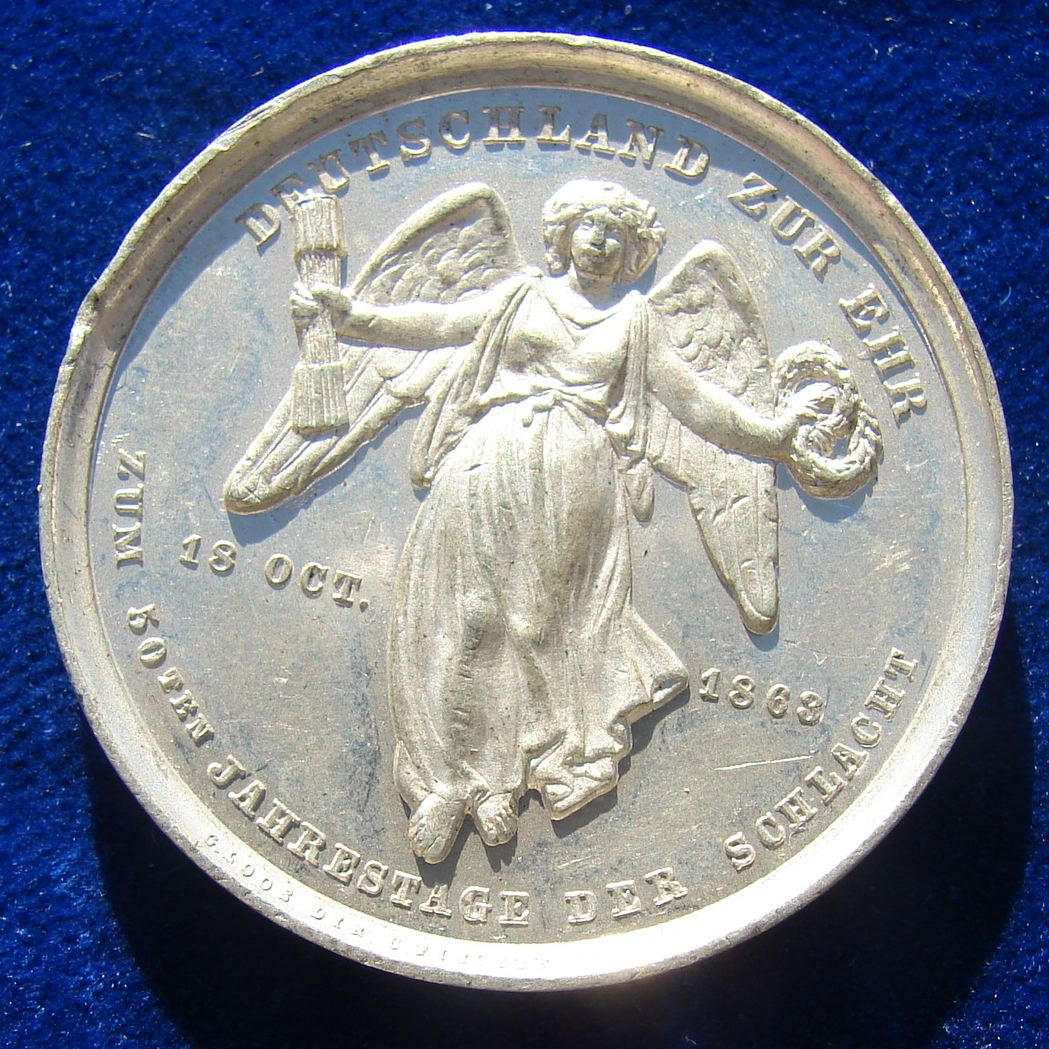
Zinnmedaille 1863 zum 50. Jubiläum der Völkerschlacht von Leipzig, Vorderseite

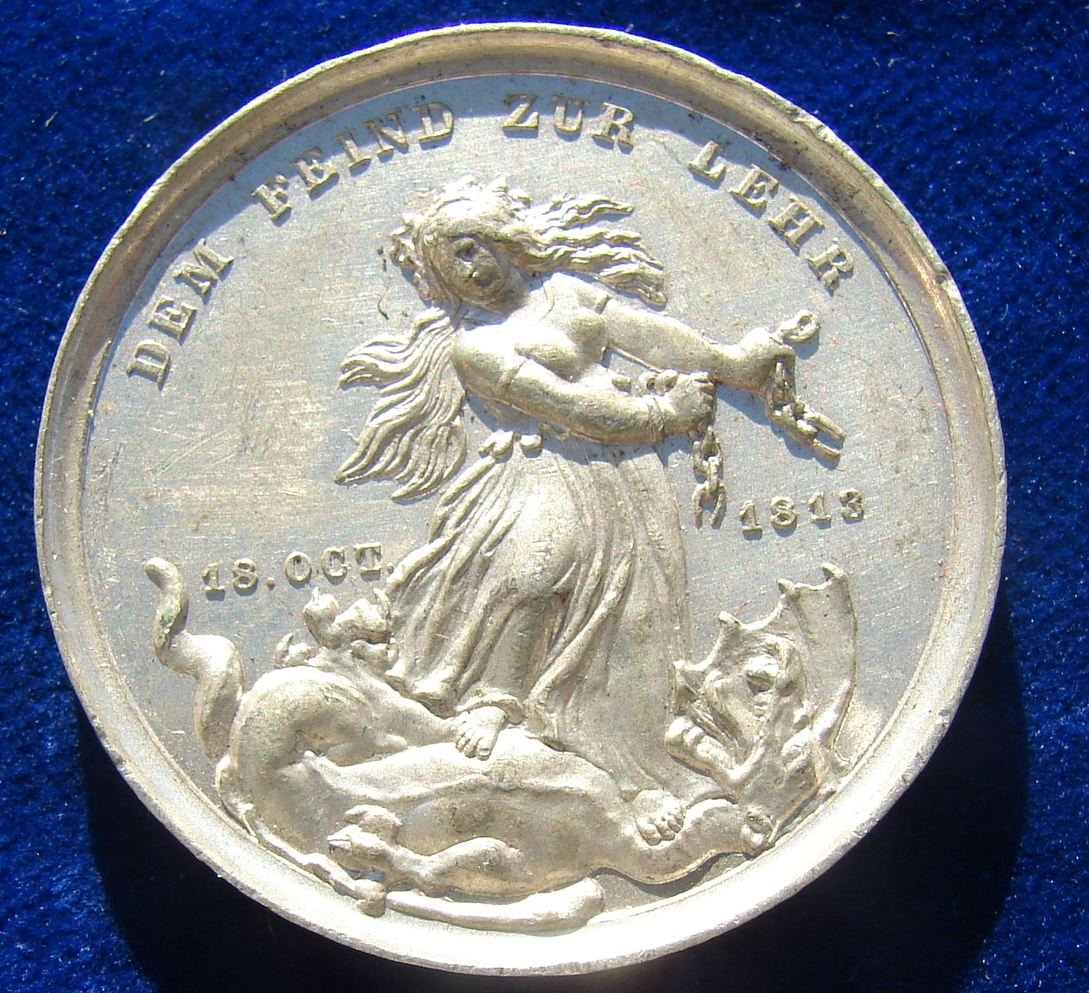
Rückseite der Medaille

Johann Karl Fischer (* 14. Juli 1802 in Berlin; † 26. März 1865 ebenda) war ein Medailleur, Graveur und Steinschneider.

## Leben
Fischer war der Sohn eines Goldpoliers und stammte aus ärmlichen Verhältnissen. Er war ein Bruder des Bildhauers Ferdinand August Fischer. Er begann zunächst eine Ausbildung bei einem Goldschmied. Er wandte sich bald dem Gravieren zu und besuchte zudem nebenbei die Sonntagsschule der Akademie, um sich weiter zu bilden. 1823 trat er kurzzeitig in die Medaillenanstalt von Gottfried Bernhard Loos ein, wechselte dann aber in die Werkstatt eines Hofjuweliers namens Wagner. Der Reformator der preußischen Kunstindustrie, Christian Peter Wilhelm Beuth verhalf ihm zu einer Anstellung am Gewerbeinstitut. Hier kopierte er zunächst antike Statuen und Reliefs. So fertigte er 1830 beispielsweise eine bronzene Kopie einer reitenden Amazone nach den Amazonenreliefs von Phigalia, die dem König gewidmete war und auf der Akademieausstellung gezeigt wurde. Von 1830 bis zu seinem Tod war er dort mehrmals mit eigenen Arbeiten und kleineren Kollektionen vertreten. Außer den Medaillen arbeitete er Stempel für die königliche Münze und schnitt Edelsteine und Bildnisse in Elfenbein. Sein Nachlass befindet sich im Kunstgewerbemuseum Berlin.
Fischer war seit 1838 Lehrer für Metallgravur und Steinschnitt und ab 1855 Professor an der Akademie der Bildenden Künste Berlin. Seine Medaillen und Elfenbeinarbeiten wurden von vielen aufgrund ihrer Leichtigkeit und lebendigen Art geschätzt. Er signierte einige seiner Arbeiten mit den Initialen K F. In den Jahren 1838 und 1839 kam auf Medaillen C F und eher selten  K J F.

## Werke (Auswahl)
- Bacchantin auf Panther
- 1830: Bildnis des Kaisers und der Kaiserin von Russland (Elfenbeinreliefs)
- 1830: Stehende Figur (Karneol)
- 1832: Büste Schadow’s (Elfenbein, klein)
- 1838: Bronzeschild mit allegorischen Reliefs zur Erinnerung an 1813/15
- 1839: Phrixos und Helle (Elfenbeinrelief)
- 1862: Medaillen auf Goethe, Alexander von Humboldt und Schiller
- gemeinsam mit Rudolph Kölbel (Oldenburg): Medaille zur Erinnerung an Großherzog Paul Friedrich August[2]
- Ausstellung im Münzkabinett auf der Museumsinsel Berlin.[3]